# Charles Stewart
Charles Stewart (n. 1881, Lacock⁠(d), Wiltshire⁠(d), Anglia, Regatul Unit al Marii Britanii și Irlandei – d. 1965, Weymouth, Anglia, Regatul Unit) a fost un trăgător de tir ce a reprezentat Regatul Unit al Marii Britanii și al Irlandei de Nord, medaliat olimpic. A participat la o ediție a Jocurilor Olimpice (1912) în care a câștigat 3 medalii de bronz.